# Marathon van Belgrado

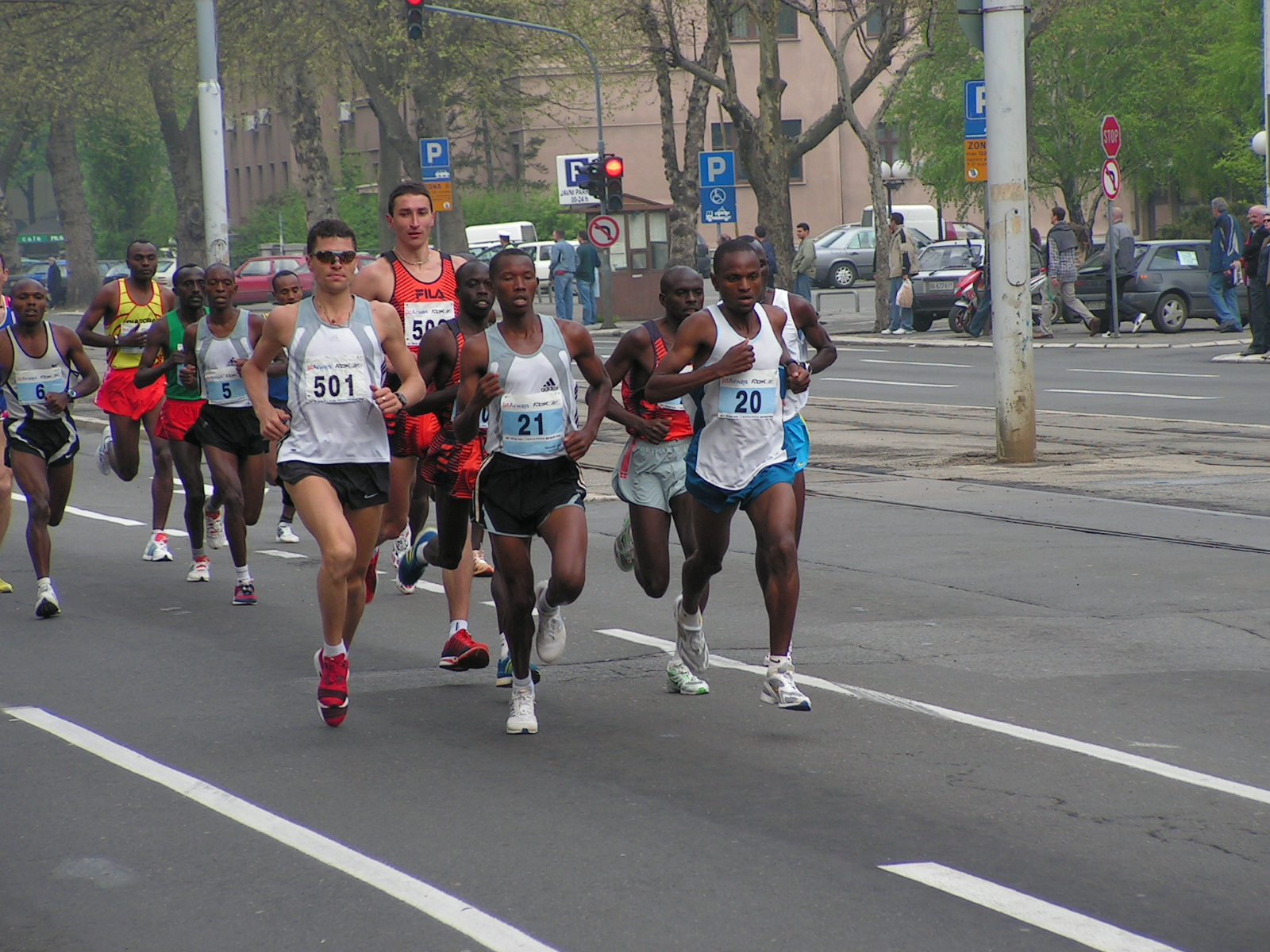
Foto van de wedstrijd in 2006.

De marathon van Belgrado is een hardloopwedstrijd over 42,195 km, die jaarlijks in Belgrado wordt gehouden. De eerste editie vond plaats in 1988. Het parcours was toen nog 46,7 km. Pas in 1990 werd de gangbare 42,195 km afgelegd. In 1999 kon het NATO-bombardement niet verhinderen, dat er toch een marathon werd gehouden. Er werd als groep gelopen en men finishte in 3:15.16.
In 1993, 1996, 1998, 2003, 2004, 2005, 2007 en 2010 deed het evenement tevens dienst als Servisch kampioenschap op de marathon.
Het evenement kent de volgende lopen:
- Kids Marathon, een loop bedoeld voor kinderen
- Fun Run, een loop over 5 km die de meeste deelnemers trekt
- Halve marathon
- Marathon

## Parcoursrecords
- Mannen - 2:10.54 (2006, Japhet Kosgei  Kenia)
- Vrouwen - 2:29.44 (2001, Cristina Pomacu  Roemenië)

## Uitslagen
| Editie                                  | Jaar            | Snelste man                     | Land                            | Tijd                            | Snelste vrouw                   | Land                            | Tijd                            |
| --------------------------------------- | --------------- | ------------------------------- | ------------------------------- | ------------------------------- | ------------------------------- | ------------------------------- | ------------------------------- |
| 1                                       | 1988            | onbekend                        | onbekend                        | onbekend                        | onbekend                        | onbekend                        | onbekend                        |
| 2                                       | 6 mei 1989      | Dragan Isailovic                | Joegoslavië                     | 2:34.48                         | Suzana Ciric                    | Joegoslavië                     | 3:05.46                         |
| 3                                       | 5 mei 1990      | Joseph Nzau                     | Kenia                           | 2:19.32                         | Suzana Ciric                    | Joegoslavië                     | 2:45.10                         |
| 4                                       | 4 mei 1991      | Agapius Masong                  | Tanzania                        | 2:16.23                         | Karla Malisova                  | Tsjechië                        | 2:47.10                         |
| 5                                       | 25 april 1992   | Nicolas Nyengerai               | Zimbabwe                        | 2:16.07                         | Garifa Baijanova                | Rusland                         | 2:45.12                         |
| 6                                       | 24 april 1993   | Jacob Ngunzu                    | Kenia                           | 2:16.09                         | Suzana Ciric                    | Joegoslavië                     | 2:49.30                         |
| 7                                       | 23 april 1994   | Vladimir Bukhanov               | Oekraïne                        | 2:12.28                         | Cristina Pomacu                 | Roemenië                        | 2:33.09                         |
| 8                                       | 22 april 1995   | Vladimir Kotov                  | Wit-Rusland                     | 2:14.00                         | Izabela Zatorska                | Polen                           | 2:40.27                         |
| 9                                       | 20 april 1996   | Ahmed Salah                     | Djibouti                        | 2:14.15                         | Izabela Zatorska                | Polen                           | 2:36.51                         |
| 10                                      | 19 april 1997   | Josephat Ndeti                  | Kenia                           | 2:13.38                         | Irina Bogacheva                 | Kazachstan                      | 2:34.57                         |
| 11                                      | 25 april 1998   | Reuben Chebutich                | Kenia                           | 2:12.51                         | Irina Bogacheva                 | Kazachstan                      | 2:32.07                         |
| 12                                      | 17 april 1999   | Geen wedstrijd, maar groepsloop | Geen wedstrijd, maar groepsloop | Geen wedstrijd, maar groepsloop | Geen wedstrijd, maar groepsloop | Geen wedstrijd, maar groepsloop | Geen wedstrijd, maar groepsloop |
| 13                                      | 22 april 2000   | Thabiso Moqhali                 | Lesotho                         | 2:15.08                         | Cristina Pomacu                 | Roemenië                        | 2:36.54                         |
| 14                                      | 21 april 2001   | Mluleki Nobanda                 | Zuid-Afrika                     | 2:15.11                         | Cristina Pomacu                 | Roemenië                        | 2:29.44                         |
| 15                                      | 20 april 2002   | Geoffrey Kinyua                 | Kenia                           | 2:18.48                         | Adriana Rodica Chirita          | Roemenië                        | 2:40.55                         |
| 16                                      | 18 oktober 2003 | Benson Ogato                    | Kenia                           | 2:14.48                         | Zhanna Malkova                  | Rusland                         | 2:40.24                         |
| 17                                      | 24 april 2004   | Christopher Isegwe              | Tanzania                        | 2:12.53                         | Rose Nyangacha                  | Kenia                           | 2:35.55                         |
| 18                                      | 23 april 2005   | Medeksa Derba Badade            | Ethiopië                        | 2:12.10                         | Inga Abitova                    | Rusland                         | 2:38.19                         |
| 19                                      | 22 april 2006   | Japhet Kosgei                   | Kenia                           | 2:10.54                         | Halina Karnatsevich             | Wit-Rusland                     | 2:34.35                         |
| 20                                      | 21 april 2007   | John Maluni                     | Kenia                           | 2:11.53                         | Olivera Jevtić                  | Servië                          | 2:35.46                         |
| 21                                      | 19 april 2008   | William Kipchumba               | Kenia                           | 2:14.03                         | Natalia Chatkina                | Wit-Rusland                     | 2:46.24                         |
| 22                                      | 18 april 2009   | Victor Kigen                    | Kenia                           | 2:13.28                         | Anne Kosgei                     | Kenia                           | 2:34.51                         |
| 23                                      | 18 april 2010   | Johnstone Maiyo                 | Kenia                           | 2:16.23                         | Hellen Mugo                     | Kenia                           | 2:41.19                         |
| 24                                      | 17 april 2011   | Tsegay Gebresselassie           | Ethiopië                        | 2:14.41                         | Frasiah Waithaka                | Kenia                           | 2:34.31                         |
| 25                                      | 22 april 2012   | James Kiptum Barmasai           | Kenia                           | 2:16.01                         | Mary Ptikany                    | Kenia                           | 2:42.47                         |
| 26                                      | 21 april 2013   | Edwin Kiplagat Kitum            | Kenia                           | 2:19.34                         | Olivera Jevtić                  | Servië                          | 2:36.12                         |
| 27                                      | 27 april 2014   | Bernard Talam                   | Kenia                           | 2:14.35                         | Valary Aiyabei                  | Kenia                           | 2:37.08                         |
| 28                                      | 18 april 2015   | Silas Sang                      | Kenia                           | 2:14.42                         | Abebu Gelan                     | Ethiopië                        | 2:34.14                         |
| 29                                      | 17 april 2016   | Albert Rop                      | Kenia                           | 2:23.59                         | Stella Barsosio                 | Kenia                           | 2:43.41                         |
| 30                                      | 22 april 2017   | Stephen Katam                   | Kenia                           | 2:21.12                         | Olivera Jevtić                  | Servië                          | 2:38.03                         |
| 31                                      | 21 april 2018   | Kristijan Stošić                | Servië                          | 2:45.23                         | Nora Trklja                     | Servië                          | 3:08.46                         |
| 32                                      | 14 april 2019   | Isaac Kiprop                    | Kenia                           | 2:16.54                         | Judith Jeptum                   | Kenia                           | 2:45.04                         |
| Afgelast omwille van de corona-pandemie |                 |                                 |                                 |                                 |                                 |                                 |                                 |
| 33                                      | 6 juni 2021     | Silviu Stoica                   | Roemenië                        | 2:34.43                         | Nevena Jovanović                | Servië                          | 3:12.27                         |
| 34                                      | 15 mei 2022     | Feyissa Mulgeta                 | Ethiopië                        | 2:12.57                         | Tsedal Gebretsadik              | Ethiopië                        | 2:34.00                         |

1989 ·
1990 ·
1991 ·
1992 ·
1993 ·
1994 ·
1995 ·
1996 ·
1997 ·
1998 ··
1999 ·
2000 ·
2001 ·
2002 ·
2003 ·
2004 ·
2005 ·
2006 ·
2007 ·
2008 ·
2009 ·
2010 ·
2011 · 
2012 ·
2013 ·
2014 ·
2015 ·
2016 ·
2017 ·
2018 ·
2019 ·
2020